# Campionato lituano di scacchi
Il campionato lituano di scacchi (Lietuvos šachmatų čempionatai) si svolge ufficialmente in Lituania dal 1929 per determinare il campione nazionale di scacchi. Dal 1938 si svolge anche il torneo femminile.
Quando la Lituania faceva parte dell'Unione Sovietica (dal giugno 1940 al giugno 1941 e dal luglio 1944 al marzo 1990) si svolgeva il campionato della Repubblica Socialista Sovietica Lituana. In questi anni venivano invitati a partecipare giocatori di altre Repubbliche Sovietiche.
Nel 1951 il campionato venne vinto da Ratmir Kholmov davanti a Andor Lilienthal, Tigran Petrosian e Vladimir Simagin.

## Albo dei vincitori
| #  | Anno | Campionato assoluto                                          | Campionato femminile            |
| -- | ---- | ------------------------------------------------------------ | ------------------------------- |
| 1  | 1929 | A. Jeglinas                                                  |                                 |
| 2  | 1930 | Isakas Vistaneckis                                           |                                 |
| 3  | 1931 | Aleksandras Machtas                                          |                                 |
| 4  | 1932 | Aleksandras Machtas                                          |                                 |
| 5  | 1933 | Vladas Mikėnas [2]                                           |                                 |
| 6  | 1934 | Vladas Mikėnas                                               |                                 |
| 7  | 1935 | Vladas Mikėnas                                               |                                 |
| 8  | 1937 | Vladas Mikėnas                                               |                                 |
| 9  | 1938 | Vladas Mikėnas                                               | Elena Lukauskienė               |
| 10 | 1941 | Isakas Vistaneckis                                           |                                 |
| 11 | 1942 | Leonardas Abramavičius                                       |                                 |
| 12 | 1943 | Mečislovas Birmanas Romanas Arlauskas Leonardas Abramavičius |                                 |
| 13 | 1945 | Vladas Mikėnas                                               |                                 |
| 14 | 1947 | Vladas Mikėnas                                               |                                 |
| 15 | 1948 | Vladas Mikėnas                                               |                                 |
| 16 | 1949 | Ratmir Kholmov Isakas Vistaneckis                            | Elena Lukauskienė               |
| 17 | 1950 | Ratmir Kholmov Leonardas Abramavičius                        | Klavdiya Čiukajeva              |
| 18 | 1951 | Ratmir Kholmov                                               | Klavdiya Čiukajeva              |
| 19 | 1952 | Ratmir Kholmov                                               | Klavdiya Čiukajeva              |
| 20 | 1953 | Jegor Čiukajevas Ratmir Kholmov                              | Klavdiya Čiukajeva              |
| 21 | 1954 | Isakas Vistaneckis                                           | Maria Lichtenfeld               |
| 22 | 1955 | Ratmir Kholmov Jegor Čiukajevas                              | Maria Lichtenfeld               |
| 23 | 1956 | Isakas Vistaneckis                                           | Marija Kartanaitė               |
| 24 | 1957 | Ratmir Kholmov                                               | Marija Kartanaitė               |
| 25 | 1958 | Ratmir Kholmov                                               | Marija Kartanaitė               |
| 26 | 1959 | Isakas Vistaneckis Ratmir Kholmov                            | Nina Špikienė                   |
| 27 | 1960 | Ratmir Kholmov                                               | Nina Špikienė                   |
| 28 | 1961 | Vladas Mikėnas                                               | Vilhelmina Kaušilaitė           |
| 29 | 1962 | Leonidas Maslovas                                            | Ilana Epšteinaitė               |
| 30 | 1963 | Leonidas Maslovas                                            | Marija Kartanaitė               |
| 31 | 1964 | Vladas Mikėnas                                               | Marija Kartanaitė               |
| 32 | 1965 | Vladas Mikėnas Anicetas Uogelė                               | Ilana Rozentalienė              |
| 33 | 1966 | Leonidas Maslovas                                            | Marija Kartanaitė               |
| 34 | 1967 | Algimantas Butnorius                                         | Marija Kartanaitė               |
| 35 | 1968 | Vladas Mikėnas Algimantas Butnorius                          | Vilhelmina Kaušilaitė           |
| 36 | 1969 | Antonas Česnauskas                                           | Marija Kartanaitė               |
| 37 | 1970 | Algimantas Butnorius                                         | Marija Kartanaitė               |
| 38 | 1971 | Jegor Čiukajevas                                             | Vilhelmina Kaušilaitė           |
| 39 | 1972 | Gintautas Piešina Algimantas Butnorius                       | Vilhelmina Kaušilaitė           |
| 40 | 1973 | Algimantas Butnorius Jegor Čiukajevas                        | Lilija Benensonaitė             |
| 41 | 1974 | Gintautas Piešina                                            | Vilhelmina Kaušilaitė           |
| 42 | 1975 | Algimantas Butnorius                                         | Vilhelmina Kaušilaitė           |
| 43 | 1976 | Algimantas Butnorius                                         | Vilhelmina Kaušilaitė           |
| 44 | 1977 | Yuri Balashov                                                | Vilhelmina Kaušilaitė           |
| 45 | 1978 | Gintautas Piešina Viktor Gavrikov                            | Rasa Kartanaitė                 |
| 46 | 1979 | Levas Ševeliovas                                             | Rasa Kartanaitė                 |
| 47 | 1980 | Algimantas Butnorius                                         | Marija Kartanaitė               |
| 48 | 1981 | Eduardas Rozentalis                                          | Esther Epstein                  |
| 49 | 1982 | Algimantas Butnorius                                         | Esther Epstein                  |
| 50 | 1983 | Aloyzas Kveinys Eduardas Rozentalis                          | Rasa Kartanaitė                 |
| 51 | 1984 | Gintautas Piešina                                            | Esther Epstein                  |
| 52 | 1985 | Algirdas Bandza Emilis Šlekys V. Kozlov                      | Marina Kurkul                   |
| 53 | 1986 | Aloyzas Kveinys                                              | Esther Epstein                  |
| 54 | 1987 | Vidmantas Mališauskas                                        | Laima Domarkaitė                |
| 55 | 1988 | Gintautas Piešina Vitalijus Majorovas Darius Ruželė          | Rasa Domkutė Renata Turauskienė |
| 56 | 1989 | Vidmantas Mališauskas                                        | Laima Domarkaitė                |
| 57 | 1990 | Vidmantas Mališauskas                                        | Vilma Paulauskienė              |
| 58 | 1991 | Šarūnas Šulskis                                              | Rita Dambravaitė                |
| 59 | 1992 | Virginijus Dambrauskas                                       | Kamilė Baginskaitė              |
| 60 | 1993 | Algimantas Butnorius                                         | Marina Kurkul                   |
| 61 | 1994 | Šarūnas Šulskis                                              | Dagnė Čiukšytė                  |
| 62 | 1995 | Antanas Zapolskis                                            | Laima Domarkaitė                |
| 63 | 1996 | Virginijus Dambrauskas Vytautas Šlapikas                     | Dagnė Čiukšytė                  |
| 64 | 1997 | Virginijus Grabliauskas                                      | Dagnė Čiukšytė                  |
| 65 | 1998 | Vidmantas Mališauskas Šarūnas Šulskis                        | Dagnė Čiukšytė                  |
| 66 | 1999 | Antanas Zapolskis                                            | Rita Varniene                   |
| 67 | 2000 | Viktorija Čmilytė                                            | Viktorija Čmilytė               |
| 68 | 2001 | Šarūnas Šulskis Aloyzas Kveinys                              | Renata Turauskienė              |
| 69 | 2002 | Eduardas Rozentalis                                          | Živilė Šarakauskienė            |
| 70 | 2003 | Vidmantas Mališauskas                                        | Dagnė Čiukšytė                  |
| 71 | 2004 | Darius Zagorskis                                             | Daiva Batytė                    |
| 72 | 2005 | Viktorija Čmilytė                                            | Simona Limontaitė               |
| 73 | 2006 | Vidmantas Mališauskas                                        | Deimantė Daulytė                |
| 74 | 2007 | Šarūnas Šulskis                                              | Deimantė Cornette               |
| 75 | 2008 | Aloyzas Kveinys                                              | Deimantė Cornette               |
| 76 | 2009 | Šarūnas Šulskis                                              | Živilė Šarakauskienė            |
| 77 | 2010 | Vidmantas Malisauskas                                        | Vesta Kalvytė                   |
| 78 | 2011 | Šarūnas Šulskis                                              | Živilė Šarakauskienė            |
| 79 | 2012 | Aloyzas Kveinys                                              | Deimantė Cornette               |
| 80 | 2013 | Darius Zagorskis                                             | Deimantė Cornette               |
| 81 | 2014 | Šarūnas Šulskis                                              | Salomėja Zaksaitė               |
| 82 | 2015 | Šarūnas Šulskis                                              | Daiva Batyte                    |
| 83 | 2016 | Tomas Laurusas                                               | Salomėja Zaksaitė               |
| 84 | 2017 | Vidmantas Mališauskas                                        | Simona Kiseleva                 |
| 85 | 2018 | Vidmantas Mališauskas                                        | Ieva Žalimaitė Daiva Batytė     |
| 86 | 2019 | Tomas Laurusas                                               | Marija Šibajeva                 |
| 87 | 2020 | Karolis Jukšta                                               | Kamilė Baginskaitė              |
| 88 | 2021 | Titas Stremavičius                                           | Kamilė Baginskaitė              |
| 89 | 2022 | Karolis Jukšta                                               | Olena Martinkova                |
| 90 | 2023 | Tomas Laurusas                                               | Olena Martinkova                |
| 91 | 2024 | Tomas Laurusas                                               | Simona Limontaitė               |

## Campione di scacchi per corrispondenza
1. Anicetas Uogele (1960-1962)
2. Anicetas Uogele (1963-1964)
3. Anicetas Uogele (1964-1966)
4. M. Yefimov (1966-1967)
5. L. Chrenow (1968-1970)
6. I. Bitautas (1970-1972)
7. Gediminas Rastenis (1972-1974)
8. E. Zajarov (1975-1976)
9. Gintautas Petraitis (1977-1978)
10. Vytautas Vaitonis (1979-1981)
11. Arunas Ščiupokas (1980-1982)
12. A. Rutkauskas (1983-1985)
13. Algimantas Kaminskas (1986-1987)
14. A. Katilevičius (1988-1989)
15. Povilas Pakenas (1990-1992)
16. Vytautas Vaitonis (1993-1994)
17. Jonas Lukšas (1995-1997)
18. Vytautas Andriulaitis (1996-1998)
19. Vytautas Andriulaitis (1997-1999)
20. Gintautas Petraitis (1999-2000)
21. Kristijon Kamenets (2000-2001)
22. Aigirdas Rauduvé (2000-2002)
23. Rimantas Rupšys (2002-2004)
24. Povilas Pakenas (2004-2005)
25. Zilvinas Lapeginas (2005-2007)  [3]
26. Zilvinas Lapeginas (2007-2009)  [4]
27. Virginijus Braziulis (2009-2011)  [5]
28. Vytautas Sutkus (2010-2011)  [6]
29. Aleksandr Korabliov (2011-2012)  [7]
30. Dmitrijus Chocenka (2012-2013)  [8]
31. Saulius Voveris (2013-2014)  [9]
32. Gediminas Voveris (2014-2015)  [10]
33. Gediminas Voveris (2015-2016)  [11]
34. Juras Mickevicius, Raimundas Ivanauskas (2016-2017)  [12]
35. Saulius Voveris, Raimundas Ivanauskas (2017-2018)   [13]
36. Saulius Voveris (2018-2019)  [14]
37. Vytautas Boreika (2019-2020)  [15]
38. Gediminas Voveris (2020-2021)  [16]
39. Vytautas Boreika (2021-2022)  [17]
40. Juozas Viskontas (2022-2023)  [18]